# Этнографическая выставка (1867)
Этнографическая выставка в Москве проходила в Манеже на Моховой улице с 23 апреля по 19 июня 1867 года.

## Подготовка
Выставка была организована учёными, объединившимися под эгидой Общества любителей естествознания, антропологии и этнографии (ОЛЕАиЭ) при Московском университете под руководством антрополога А. П. Богданова. Организаторы выставки взяли за основу принципы экспонирования, принятые в антропологическом и этнографическом отделах Всемирной выставки 1862 года в Лондоне. Первоначальный план этнографической выставки предусматривал показ жизни народов всего мира, позже охват был сужен до славянских народностей.
Программа выставки была утверждена лично императором Александром II в соответствии с докладом министра просвещения. Почётным председателем организационного комитета был князь Владимир Александрович; общее руководство осуществлял В. А. Дашков, пожертвовавший большую сумму денег на организацию выставки. Благотворительные взносы совершали также члены императорской семьи и политики.

## Описание

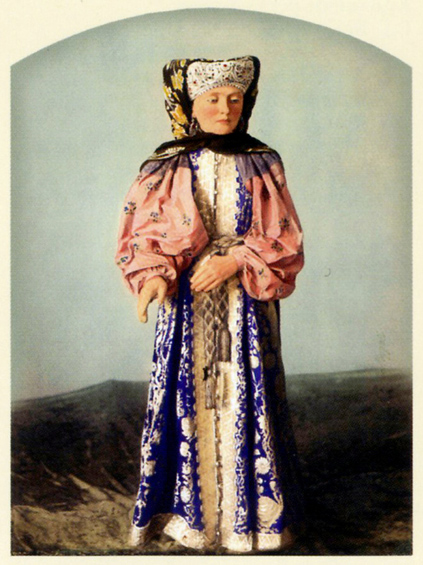
Уральская казачка (фото манекена с выставки 1867 года)

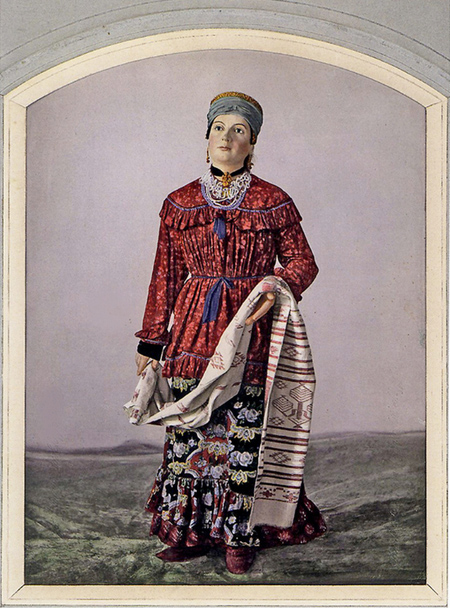
Замужняя крестьянка Бирюченского уезда (фото манекена с выставки 1867 года)

Демонстрация выставки совпала по времени со Съездом славянских представителей. Это обстоятельство было негативно воспринято в австрийской прессе, называвшей выставку «политической демонстрацией», а Москву — «Меккой панславизма». Несмотря на нападки прессы и на угрозы австрийских правительственных кругов, всего на выставку отправился 81 иностранец, из них — 63 представителя австрийских славян, 12 сербов из Княжества, 2 черногорца, 1 болгарин, 2 лужицких серба и 1 поляк из Пруссии.
Выставка включала три раздела. Первый представлял собой инсталляции, неотъемлемую часть которых были манекены, с высокой точностью отражавшие антропологические типы, в традиционной одежде и в окружении автентичных предметов повседневного быта. Для создания манекенов были привлечены видные российские скульпторы того времени: Н. А. Рамазанов и С. И. Иванов, — а также художники: И. Л. Севрюгин, Я. М. Яковлев, С. П. Закревский, А. М. Любимов и Гейзерт. Декорации демонстрировали разнообразные здания, пейзажи, характерные для определённой местности ландшафты. Во втором разделе демонстрировались фотографии, альбомы и сделанные по просьбе организаторов рисунки, изображавшие конкретных персонажей — крестьян и мещан; также демонстрировалась одежда, орудия труда, посуда, мебель, музыкальные инструменты, детские игрушки, модели построек. Третий раздел составляли антропологические и археологические материалы.
На выставке были демонстрировались народные костюмы и предметы быта, показывавшие культуру народов почти всей Российской империи и славян, живших в пределах Австро-Венгрии, Пруссии, Саксонии и Турции, в Сербском княжестве и в Черногории. Помимо этого, первый раз на одной выставке демонстрировались комплексы костюмов восточных, западных и южных славян.
Всего на выставке было представлено около 300 манекенов, 450 комплектов и деталей одежды, 1100 предметов быта и около 1600 фотографий.
Этнографическая выставка в Москве закрылась 19 июня 1867 года. За два месяца экспозиции её посетило 83048 человек. После закрытия выставки экспонаты были переданы Московскому Публичному Румянцевскому музею под названием «Дашковский этнографический музей». После революции 1917 года фонды этого музея были переведены в Музей народов СССР в Москве, а с 1948 года хранятся в Российском этнографическом музее Санкт-Петербурга.